# ブルームフィールド郡区 (ミシガン州オークランド郡)
ブルームフィールド郡区（英: Bloomfield Township）は、アメリカ合衆国ミシガン州ロウアー半島の南東部オークランド郡の郡区である。ある程度の自治権を付与されたチャーター郡区の形態を採っている。2010年国勢調査での郡区人口は41,070人だった。住民や訪問者達からこの地域は単純に「ブルームフィールド」とのみ呼ばれることが多い。デトロイト都市圏に入っている。1827年に組織され、オークランド郡では初めて設立された郡区となった。ブルームフィールドヒルズ市をほとんど取り囲んでいる。2010年、ブルームフィールド郡区はミシガン州で最も生活費の高い町に挙げられた。

## 郡区の中の町

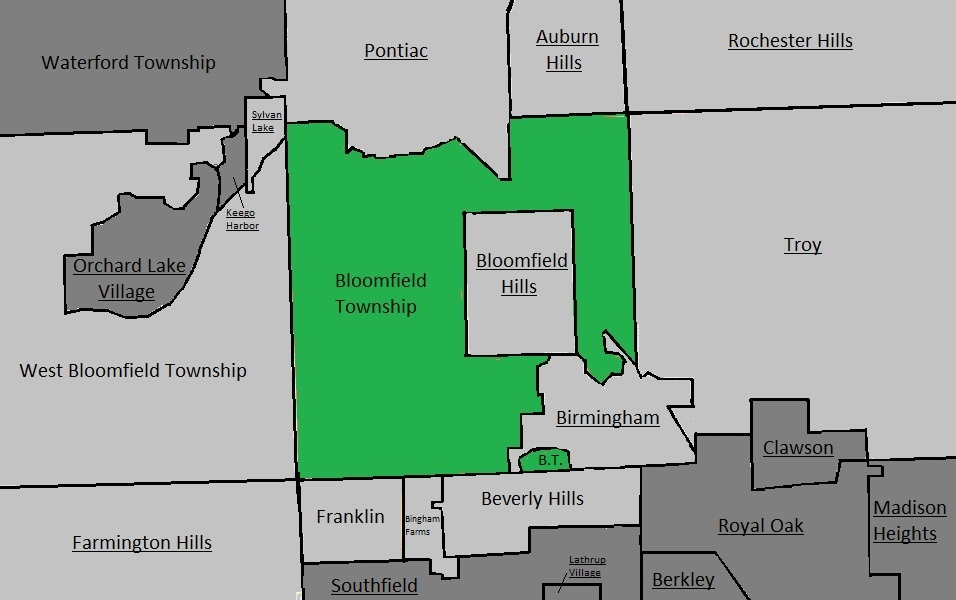
ブルームフィールド郡区周辺の単純化された地図、都市名には下線を付した

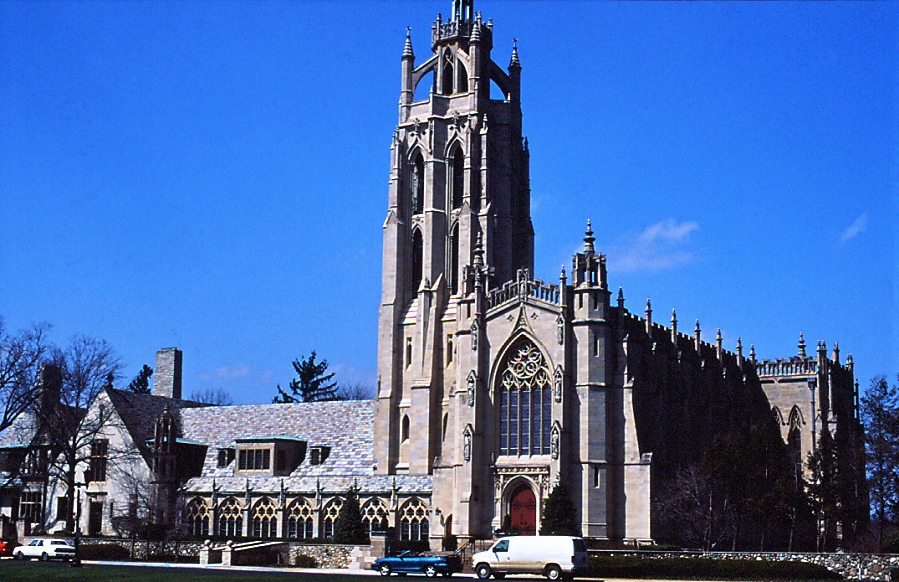
カーク・イン・ザ・ヒルズ

ブルームフィールド郡区内に法人化された村は無く、下記のように複数の非法人地域が存在している。
- チャリングクロス、ケンジントン道路とチャリングクロス道路の交差する場所にある（位置座標北緯42度34分18秒 西経83度13分17秒 / 北緯42.57167度 西経83.22139度 標高: 807 フィート/246 m）[5]。以前は鉄道の駅があった[6]。
- サークル、1894年から1902年まで郵便局があった[7]。
- オークグローブ、オーバーンヒルズとの境界にあり、オップダイク道路と州間高速道路75号線の間のサウス大通りに沿っている（位置座標北緯42度37分13秒 西経83度14分21秒 / 北緯42.62028度 西経83.23917度 標高: 883 フィート/269  m）[8]

## 地理
アメリカ合衆国国勢調査局に拠れば、郡区の全面積は26.0平方マイル（67km2）であり、このうち陸地25.0平方マイル（65km2）、水域は1.1平方マイル（2.8km2）で、水域率は4.19%である。北にはポンティアック市とオーバーンヒルズ市、南にはバーミングハム市とサウスフィールド郡区、西にはウェスト・ブルームフィールド郡区、東はトロイ市と接している。

## 人口動態
以下は2000年の国勢調査による人口統計データである。
| 基礎データ - 人口: 43,023 人 - 世帯数: 16,804 世帯 - 家族数: 12,703 家族 - 人口密度: 665.8人/km2（1,724.5 人/mi2） - 住居数: 17,455 軒 - 住居密度: 270.1軒/km2（699.7 軒/mi2） 人種別人口構成 - 白人: 87.70% - アフリカン・アメリカン: 4.30% - ネイティブ・アメリカン: 0.08% - アジア人: 6.47% - 太平洋諸島系: 0.05% - その他の人種: 0.29% - 混血: 1.11% - ヒスパニック・ラテン系: 1.38% | 年齢別人口構成 - 18歳未満: 23.8% - 18-24歳: 4.2% - 25-44歳: 21.7% - 45-64歳: 32.5% - 65歳以上: 17.8% - 年齢の中央値: 45歳 - 性比（女性100人あたり男性の人口） - 総人口: 94.1 - 18歳以上: 91.2 世帯と家族（対世帯数） - 18歳未満の子供がいる: 31.1% - 結婚・同居している夫婦: 68.1% - 未婚・離婚・死別女性が世帯主: 5.7% - 非家族世帯: 24.4% - 単身世帯: 21.6% - 65歳以上の老人1人暮らし: 9.3% - 平均構成人数 - 世帯: 2.53人 - 家族: 2.97人 | 収入と家計 - 収入の中央値 - 世帯: 103,897米ドル（2007年推計では119,233ドル） - 家族: 123,381米ドル（2007年推計では144,033ドル） - 性別 - 男性: 98,985米ドル - 女性: 50,540米ドル - 人口1人あたり収入: 62,716米ドル - 貧困線以下 - 対人口: 2.5% - 対家族数: 1.2% - 18歳未満: 3.0% - 65歳以上: 3.1% |

## 文化
ブルームフィールド郡区にはデトロイト・スケーティング・クラブがあり、これまで世界に通用する多くのフィギュアスケート選手を輩出してきた。例えばシングルでは、タラ・リピンスキー、トッド・エルドリッジ、アリッサ・シズニー、アダム・リッポン、ジェレミー・アボットがいる。アイスダンスでは、ナタリー・ペシャラとファビアン・ブルザ、ケイトリン・ウィーバーとアンドリュー・ポジェ、ナオミ・ラングとピーター・チェルニシェフ、エリザベス・プンサランとジェロード・スワローの各ペアがいる。このクラブを本拠とするコーチには、佐藤有香、ジェイソン・ダンジェン（シングルも）、アンジェリカ・クリロワ、パスカーレ・カメレンゴ、マッシモ・スカリ、エリザベス・プンサラン、ナタリア・アンネンコ（アイスダンスも）がいる。

## 教育

### 初等中等教育

#### 公共教育学区
ブルームフィールド郡区の主要な公共教育学区はブルームフィールドヒルズ教育学区だが、郡区の南東隅はバーミングハム教育学区に、北東隅はエイボンデール教育学区に入っている。他にポンティアック教育学区に入っている部分もある。
ブルームフィールドヒルズ教育学区内にある普通科高校はブルームフィールド郡区にあるブルームフィールドヒルズ高校であり、2013年にアンドーバー高校とラーザー高校の合併で作られた。
ブルームフィールド郡区の北東部はエイボンデール教育学区に入っている。この部分の生徒は、オーバーンヒルズにあるR・グラント・グラハム小学校、ロチェスターヒルズにあるエイボンデール中学校、オーバーンヒルズにあるエイボンデール高校と進学していくことになる。ブルームフィールド郡区の一部はバーミングハム教育学区に入っている。この部分の生徒は、ハーラン小学校、ダービー中学校、シーホルム高校と進む。

### 私立学校と国際プログラム
デトロイト・カントリー・デイスクールの下級部とジュニア部のキャンパスがブルームフィールド郡区内にあり、また、アカデミー・オブ・ザ・セイクレッドハート、ブラザー・ライス高校、マリアン高校、インターナショナル・アカデミーも郡区内にある。クランブルック学校が近くのブルームフィールドヒルズにある。
フレンチ・スクール・オブ・デトロイトが、郡区内のメドウレイク小学校に管理事務所を置いている。就学前の教育はメドウレイクで行われ、小学生はメドウレイク小学校の他、郡区内にあるウェストメイプル小学校などパートナーとなっている4小学校のどれかに入学することもできる。
カトリックの男子小学校と中学校であるケンジントン・アカデミーは1969年にまずセイクレッドハートのキャンパスに開校された。1982年に独自の校舎に移った。2006年、セイクレッドハートと合併することを発表した。一時期はブルームフィールド郡区内の施設を使っていた。
デトロイト日本語学校は、日本人の小学生と中学生に週末のみ補習授業を行う補習授業校である。最初はケンジントン・アカデミーで1981年に授業を始めた。ブルームフィールド郡区内の元のケンジントン・アカデミー施設に学校事務所を置いた。

## 著名な出身者
- エリザベス・リーサー、映画、テレビ、舞台の女優、2008年の映画『トワイライト〜初恋〜』以降のシリーズやテレビドラマ『グレイズ・アナトミー 恋の解剖学』に出演、ブルームフィールド生まれ
- チャド・スミス、ドラマー、バンドのレッド・ホット・チリ・ペッパーズやチキンフットのメンバー、ロックンロールの殿堂入り、1980年にブルームフィールド・ラーザー高校卒
- ベン・ウォーレス、NBAバスケットボール選手、デトロイト・ピストンズ他